# The Garfield Movie
The Garfield Movie (prt: Garfield: O Filme; bra: Garfield - Fora de Casa) é um filme americano de animação digital do gênero comédia, baseado na tirinha de mesmo nome de Jim Davis. O filme foi produzido pela Alcon Entertainment, que adquiriu os direitos de Davis, com animação fornecida pela DNEG Feature Animation. É dirigido por Mark Dindal, com Chris Pratt dando voz ao personagem-título.
The Garfield Movie foi lançado em 24 de maio de 2024 nos Estados Unidos, pela Sony Pictures.

## Elenco
- Chris Pratt como Garfield
- Samuel L. Jackson como Vic
- Harvey Guillén como Odie
- Nicholas Hoult como Jon Arbuckle
- Ving Rhames como Otto
- Cecily Strong como Marge
- Hannah Waddingham como Jinx
- Brett Goldstein como Roland
- Bowen Yang como Nolan

## Produção

### Desenvolvimento
Em maio de 2016 foi anunciado que a Alcon Entertainment desenvolveria um novo filme em animação de Garfield, com John Cohen, Steven P. Wegner, Broderick Johnson e Andrew Kosove como produtores e Jim Davis como produtor-executivo. Em 12 de novembro de 2018, Mark Dindal foi anunciado como diretor do filme, com o roteiro sendo escrito por Paul A. Kaplan e Mark Torgove. Em agosto de 2019, a Viacom adquiriu os direitos de Garfield, deixando a produção do filme incerta na época, com Dindal confirmando que o filme ainda estava em produção em dezembro de 2020. Em novembro de 2021, Chris Pratt foi anunciado como a voz de Garfield, com David Reynolds foi anunciado como o roteirista do filme, reunindo-o com Dindal depois que eles trabalharam juntos em A Nova Onda do Imperador (2000). Em maio de 2022, Samuel L. Jackson foi anunciado como a voz de Vic, o pai de Garfield. Em agosto, Ving Rhames, Nicholas Hoult, Hannah Waddingham e Cecily Strong foram adicionados ao elenco. Em novembro, Brett Goldstein e Bowen Yang foram adicionados ao elenco. Em outubro de 2023, foi revelado que o filme se chamaria The Garfield Movie.
O dublador Frank Welker, que dubla Garfield desde 2007, expressou sua decepção por não ter sido contatado para dublar o personagem.

### Animação
A animação do filme foi fornecida pela DNEG.

## Lançamento
The Garfield Movie foi lançado oficialmente em 24 de maio de 2024 nos Estados Unidos, pela Sony Pictures Releasing. Foi provisoriamente agendado para 16 de fevereiro de 2024. Ele seria originalmente distribuído pela Warner Bros. Pictures.
No Brasil, o filme estava agendado para ser lançado em 23 de maio de 2024, mas a estreia foi adiantada para 1 de maio.
Em Portugal, o filme estava agendado para ser lançado em 30 de maio de 2024, mas a estreia foi adiantada para 23 de maio.

## Recepção
No site agregador de críticas Rotten Tomatoes, 36% das 105 avaliações dos críticos são positivas, com uma classificação média de 3,6/10. O consenso do site afirma: "The Garfield Movie segue em um clipe maluco o suficiente para divertir as crianças, mas esta aventura animada não se parece muito com a criação icônica e mal-humorada de Jim Davis." O Metacritic, que usa uma média ponderada, atribuiu ao filme uma pontuação de 31 em 100, baseado em 28 críticos, indicando críticas "geralmente desfavoráveis".